# Аматовци
Аматовци су насељено место у општини Брестовац, у западној Славонији, Република Хрватска.

## Историја
До нове територијалне организације налазили су се у саставу бивше велике општине Славонска Пожега.

## Становништво
По попису из 2001. године Аматовци су имали 1 становника. На попису становништва 2011. године, Аматовци нису имали становника.
| Националност       | 1991.       | 1981.       | 1971.     |
| Срби               | 17 (89,47%) | 30 (96,77%) | 69 (100%) |
| Хрвати             | 1 (5,26%)   | 0           | 0         |
| Југословени        | 1 (5,26%)   | 0           | 0         |
| остали и непознато | 0           | 1 (3,22%)   | 0         |
| Укупно             | 19          | 31          | 69        |